# Willem van Vercelli

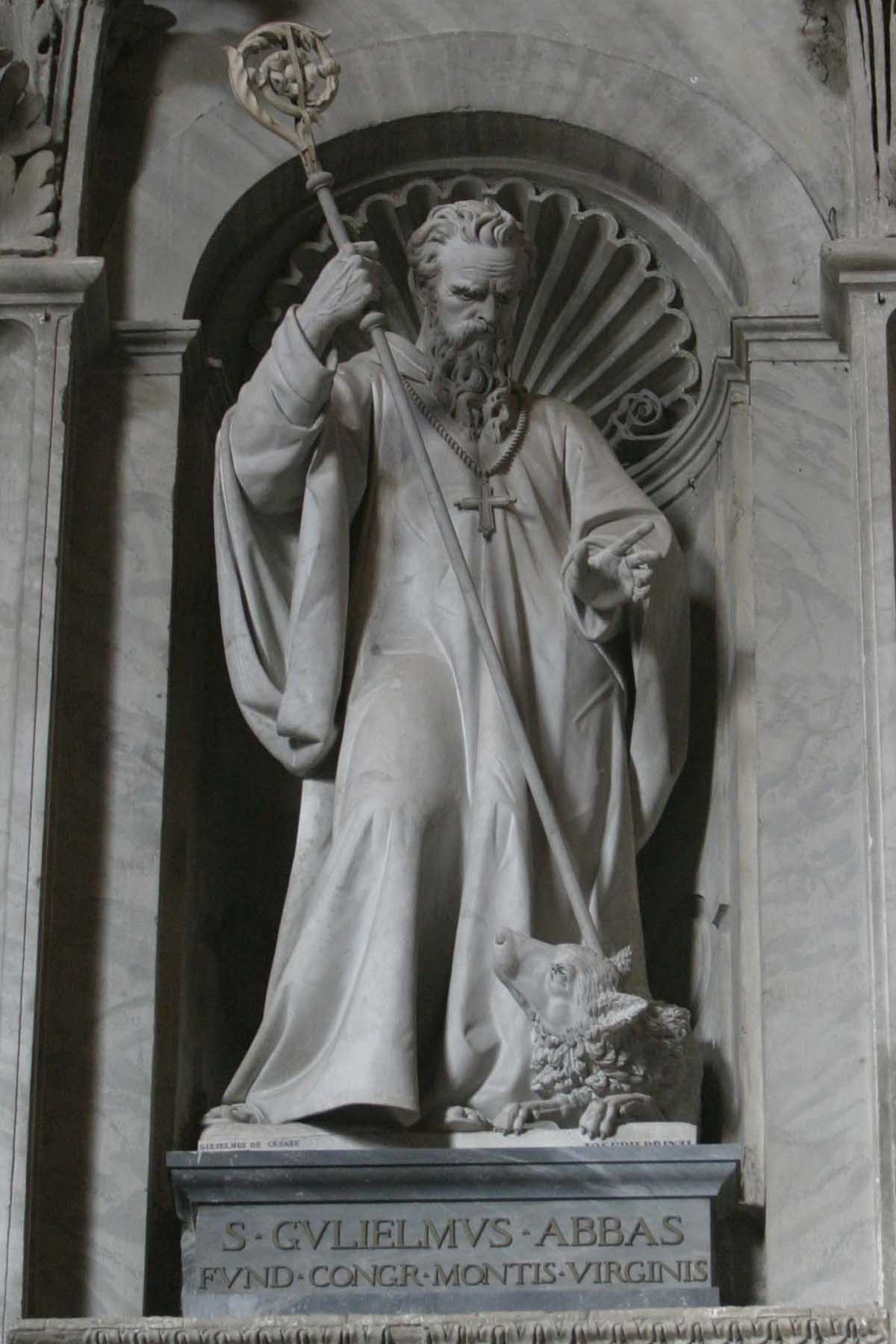
Willem van Vercelli

Wilhelmus van Vercelli (Vercelli, 1085 – San Salvatore di Goleto, 25 juni 1142) is een Italiaanse heilige.
Toen hij als wees in 1099 op bedevaart naar Santiago de Compostella trok, bond hij zijn lichaam in met ijzeren banden, om meer te lijden. Hij verbleef als kluizenaar op de Monte Solicoli. Hier gaf hij een blinde man zijn gezichtsvermogen terug. Nadien werd hij kluizenaar op de Montevergine. In 1118 kwamen de eerste volgelingen, die door zijn voorbeeldige levenswijze waren geraakt. Een jaar later besloot Wilhelmus een nieuwe congregatie van kluizenaars te stichten, die zich geheel richtten naar de regel van Benedictus: de Congregatie van Montevergine. In de jaren die volgden stichtte hij meerdere kloosters door heel Italië, waaronder San Salvatore di Goleto, waar ook een vrouwenklooster kwam. 
1785 werd hij door paus Pius VI heilig verklaard. Zijn feestdag is 25 juni.